# Stenus wuyanlingus
Stenus wuyanlingus es una especie de escarabajo del género Stenus, familia Staphylinidae. Fue descrita científicamente por Liu, Sheng-Nan, Liang Tang & Rong-Ting Luo en 2017.

## Descripción
Cabeza negra, pronoto y abdomen de color marrón negruzco, élitros de color marrón claro con la porción media más o menos aclarada. Antenas, palpos maxilares y patas de color marrón amarillento, excepto el mazo antenal, que está oscurecido. Labro de color marrón rojizo.

## Distribución
Habita en China (Zhejiang).